# Александрувек (Поддембицький повіт)
Александрувек (пол. Aleksandrówek) — село в Польщі, у гміні Поддембиці Поддембицького повіту Лодзинського воєводства.